# Wiggenhall St. Mary Magdalen
Wiggenhall St. Mary Magdalen är en civil parish i Storbritannien.   Den ligger i grevskapet Norfolk och riksdelen England, i den sydöstra delen av landet, 130 km norr om huvudstaden London.